# Calocypha laidlawi
Calocypha laidlawi е вид водно конче от семейство Chlorocyphidae.

## Разпространение и местообитание
Видът е разпространен в Индия (Карнатака и Керала).
Обитава сладководни басейни, реки и потоци.